# رودلف برينكمان
رودلف برينكمان (بالألمانية: Rudolf Brinkmann)‏ (و. 1893 – 1955 م) هو سياسي، وعالم اقتصاد، من ألمانيا، كان عضوًا في شوتزشتافل، توفي عن عمر يناهز 62 عاماً.